# Stapelholm

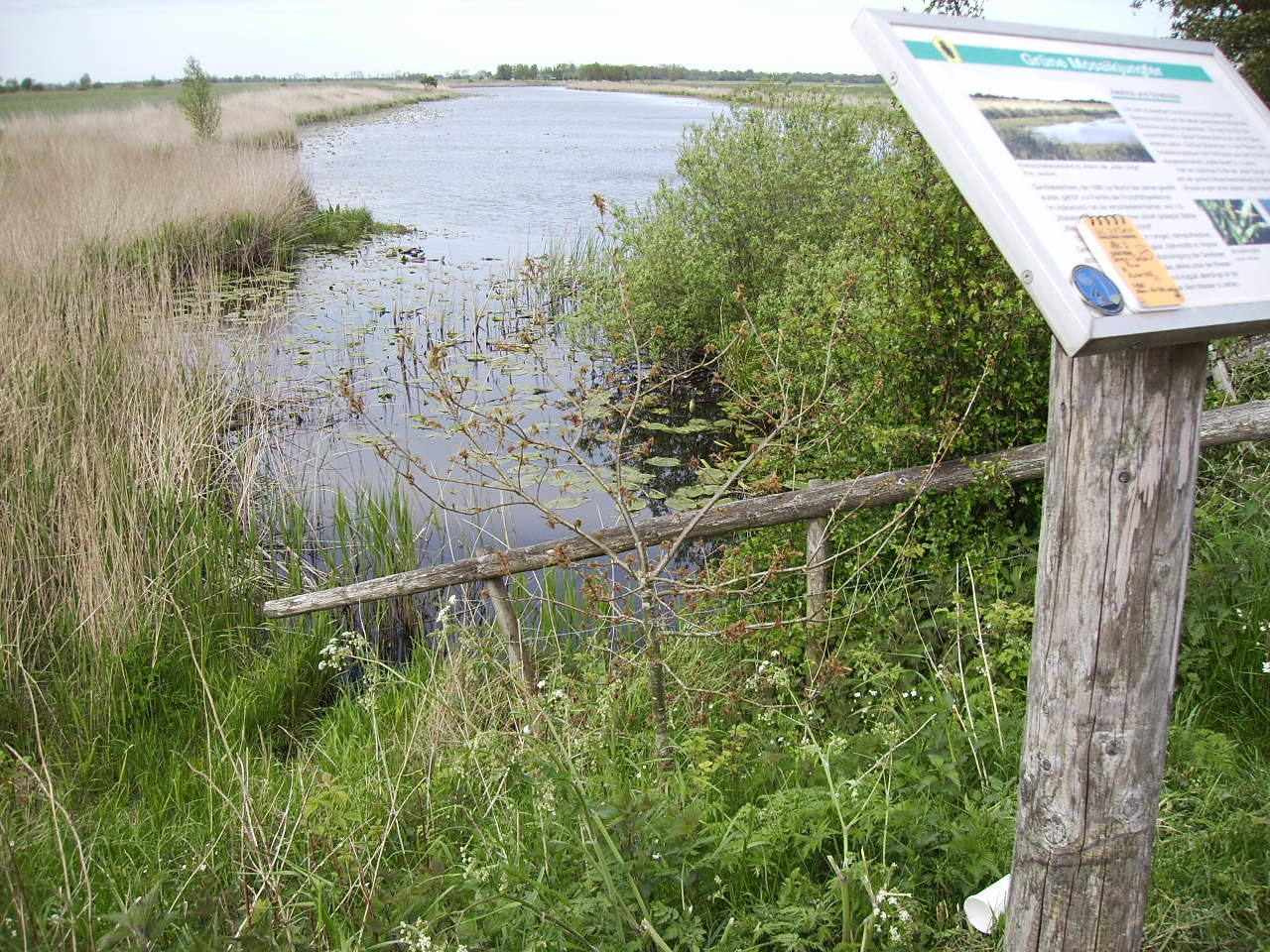
Östliche Grenze: Alte Sorge (zwischen Meggerdorf und Erfde).

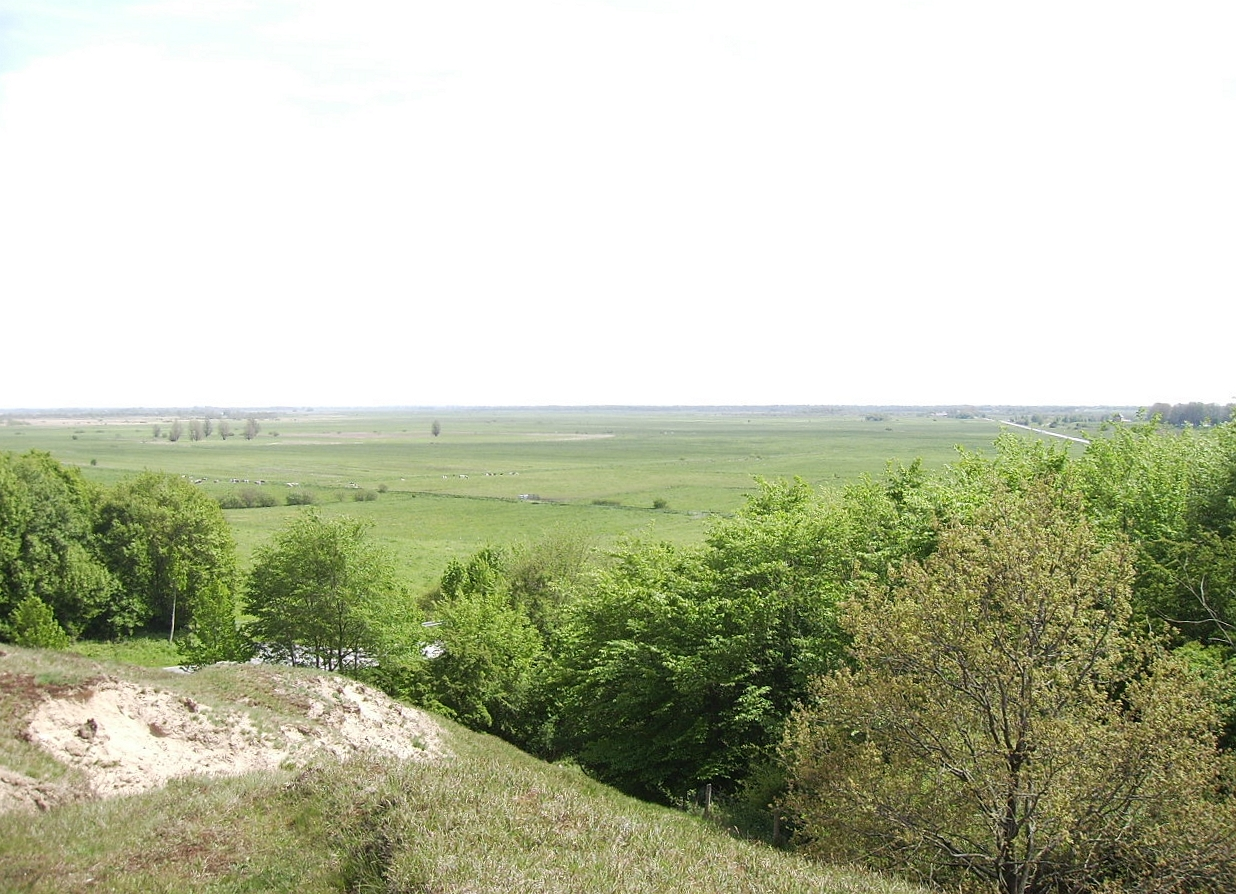
Blick vom höchsten Punkt Twieberge in die Niederung.

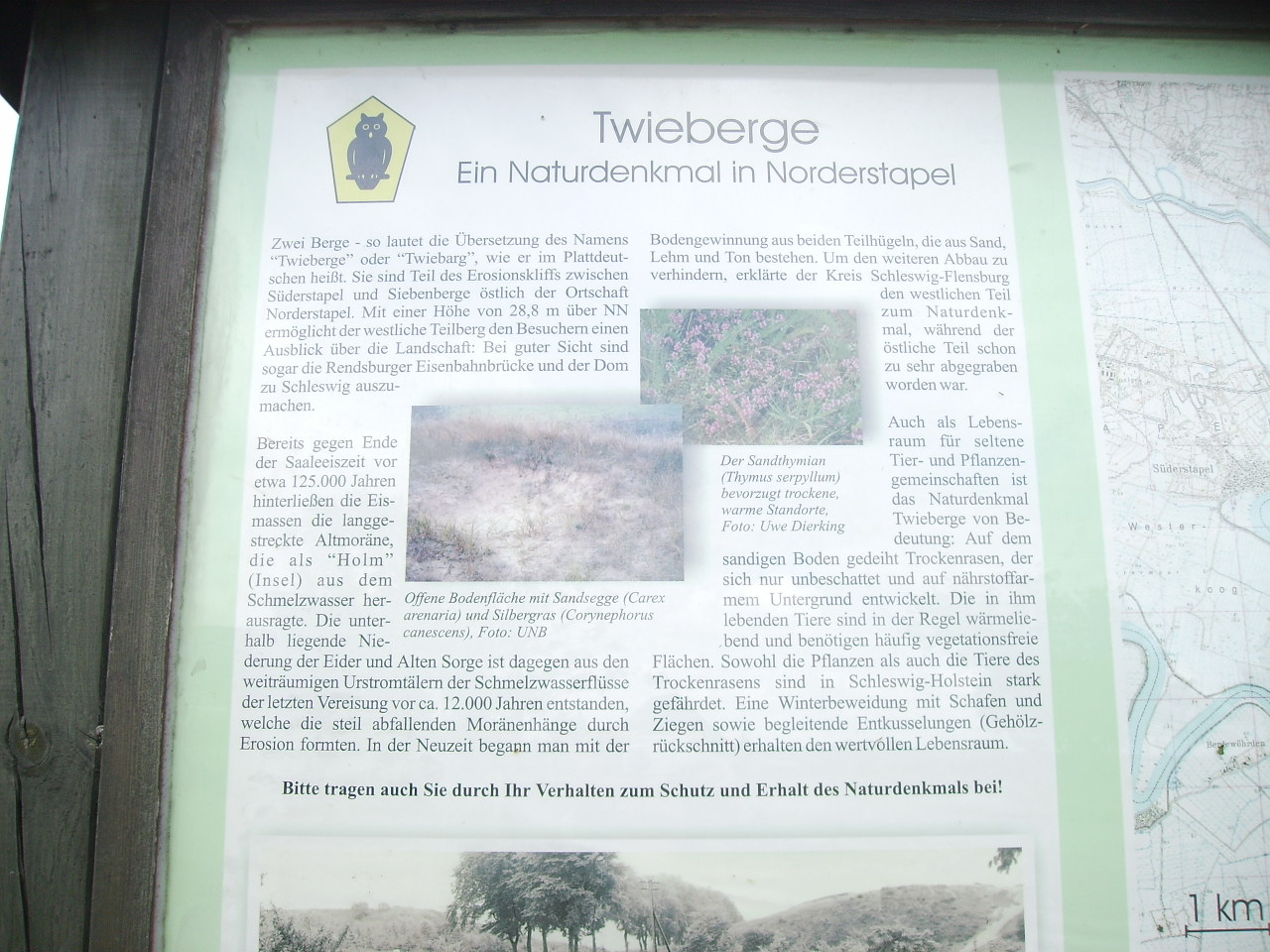
Infotafel am höchsten Punkt.

Stapelholm (dänisch: Stabelholm) ist in Schleswig-Holstein die Bezeichnung einer Kulturlandschaft, die zwischen den Flüssen Eider, Treene und Sorge liegt und ihren Namen einer langgestreckten Geest-Insel verdankt, die sich südlich der Treene aus der Moor- und Marschniederung erhebt. Stapelholm liegt im Kreis Schleswig-Flensburg und im Kreis Nordfriesland in der Eider-Treene-Niederung. Das Gebiet der kommunalpolitischen Verwaltungseinheit Amt Stapelholm, die 2008 im Amt Kropp-Stapelholm aufging, ist nicht deckungsgleich mit dem der historischen Kulturlandschaft, die bis direkt vor Friedrichstadt reicht. Historisch war Stapelholm eine dänische Verwaltungseinheit (Landschaft), die als übergeordneter Verwaltungseinheit dem Krongut Fræzlæt angehörte. Die erste Erwähnung findet Stapelholm (Stapeleholm) 1260 im Waldemar-Erdbuch. In dem Gebiet leben heute ca. 6700 Menschen.

## Etymologie und Geographie
Der erste Namensteil Stapel bedeutete im ursprünglichen Sinne Pfosten, Block, Stütze und hat zwei Bedeutungen, Stapelplatz/Anlegeplatz und Gerichtssäule/Gerichtsstätte Norderstapel und Süderstapel waren wichtige Umschlagplätze am Stapelholmer Weg. In Süderstapel befand sich aber auch ein Hochgericht.
Der zweite Namensteil Holm ergibt sich aus der geografischen Lage der Geestlandschaft in den Marschen und Mooren der Flussniederungen. Vor den Entwässerungsmaßnahmen holländischer Remonstranten ab dem 16. Jahrhundert waren diese Niederungen von den Stapelseen bedeckt, Geestgebiete ragten als Inseln aus ihnen heraus. Auch Dörfer, die südöstlich vor dem eigentlichen Stapelholm auf Geestinseln liegen, tragen den Namenszusatz, wie Friedrichsholm und Christiansholm.
Stapelholm wird im Norden und Nordwesten durch die Treene begrenzt, im Osten durch den ursprünglichen Verlauf der Sorge, von dem als Restgewässer die Alte Sorge erhalten ist, im Süden von der Eider und läuft im Westen spitz auf Friedrichstadt zu, wo seit 1573 die Treene in die Eider geleitet wird. Die Niederungen liegen unterhalb des Meeresspiegels, die höchsten Punkte der Region bildet das Naturdenkmal Twieberge (Hochdeutsch: Zwei Berge) bei Norderstapel, die höchste Erhebung dort liegt 28,8 Meter über Normalnull.
Die langgestreckte, zum Teil bewaldete Geestinsel beginnt im Nordosten bei Wohlde, setzt sich über Bergenhusen nach Norderstapel (auf der Treene-Seite) und Süderstapel (auf der Eider-Seite) fort und läuft bei Seeth und Drage in die Marsch bei Friedrichstadt aus. Zur Kulturlandschaft gehören zudem die Ortschaften Erfde (auf einer separaten Geestinsel gelegen) und Tielen. Meggerdorf, das dem ehemaligen Amt Stapelholm angehörte, liegt östlich der Alten Sorge und somit nicht in der historischen Kulturlandschaft Stapelholm.